# Момент импульса
Моме́нт и́мпульса (момент импульса относительно точки, также: кинетический момент, угловой момент, орбитальный момент, момент количества движения) — векторная физическая величина, характеризующая количество вращательного движения и зависящая от того, сколько массы вращается, как она распределена в пространстве и с какой угловой скоростью происходит вращение. 
Для одной материальной точки момент импульса равен векторному произведению радиус-вектора точки на её импульс, для системы точек — сумме таких произведений. Стандартное обозначение: {\displaystyle \mathbf {L} }, единица измерения в СИ: м2кг/с. Величина {\displaystyle \mathbf {L} } зависит от выбора положения начала отсчёта радиус-векторов O.  
Момент импульса замкнутой системы сохраняется. Он является одним из трёх аддитивных (энергия, импульс, момент импульса) интегралов движения. При наличии внешних сил производная момента импульса по времени равна моменту сил (относительно того же начала O).
Понятие момента импульса преимущественно используется в задачах, связанных с реальным вращением (особенно при наличии центральной или осевой симметрии; тогда О обычно выбирается в центре или на оси). Но величина {\displaystyle \mathbf {L} } может быть вычислена и в других ситуациях, например для прямолинейного движения частицы мимо произвольной точки O, не лежащей на линии движения и условно принимаемой за центр. Несмотря на некоторую созвучность с названиями других видов моментов — скажем, момента силы или момента инерции — момент импульса отличается от них и по смыслу, и по размерности. 
В случае вращения твёрдого тела вокруг фиксированной оси часто используется не сам момент импульса, а его проекция {\displaystyle L_{\parallel }} на эту ось — такая величина называется моментом импульса относительно оси.

## История определения
Составной термин момент импульса является общепринятым и корректным, несмотря на кажущуюся его избыточность и тавтологичность (в основе обоих физических терминов момент и импульс лежит понятие движения). Если импульс задаёт поступательное движение, то момент импульса связывается уже с вращательным движением («движением движения» именно в этом смысле). Таким образом, благодаря данному термину от линейного движения (импульса) отличается его вращательное подобие.
Понятие момента импульса было изначально введено в классической механике, но имеет обобщения в квантовой механике и электродинамике.

## Момент импульса в классической механике

Связь между силой F, моментом силы τ, импульсом и моментом импульса

### Определение. Вычисление
Момент импульса {\displaystyle \mathbf {L} } материальной точки относительно некоторого начала отсчёта определяется векторным произведением её радиус-вектора и импульса:
{\displaystyle \mathbf {L} =\mathbf {r} \times \mathbf {p} =\mathbf {r} \times m\mathbf {v} },
где {\displaystyle \mathbf {r} } — радиус-вектор частицы относительно выбранного неподвижного начала отсчёта, {\displaystyle \mathbf {p} =m\mathbf {v} } — импульс частицы, {\displaystyle \mathbf {v} } — её скорость, {\displaystyle m} — масса.
Так как момент импульса задаётся векторным произведением, он является псевдовектором, перпендикулярным обоим векторам {\displaystyle \mathbf {r} } и {\displaystyle \mathbf {p} }. 
Момент импульса системы, состоящей из нескольких материальных точек, рассчитывается как 
{\displaystyle \mathbf {L} =\sum \limits _{i}\mathbf {L} _{i}=\sum _{i}\mathbf {r} _{i}\times \mathbf {p} _{i}}.
Здесь индекс {\displaystyle i} нумерует точки.
Момент импульса можно вычислить относительно любого начала отсчета O (получающиеся при этом разные значения {\displaystyle \mathbf {L} } связаны очевидным образом); однако чаще всего (для удобства и определённости) его вычисляют относительно центра масс, закреплённой точки вращения твердого тела или другой чем-то выделенной точки.
Выбор точки O иногда связан с характером задачи. Так, при рассмотрении орбитального движения планеты вокруг Солнца за начало отсчёта естественно взять Солнце, а при анализе её же собственного вращения — центр этой планеты. Естественно, получатся два разных момента импульса: {\displaystyle \mathbf {L} _{\mathrm {orbit} }} и {\displaystyle \mathbf {L} _{\mathrm {spin} }}.
Чтобы рассчитать момент импульса тела, его надо мысленно разбить на бесконечно малые кусочки {\displaystyle dm=\rho (\mathbf {r} )dV} ({\displaystyle \rho } — плотность) и просуммировать их моменты как моменты импульса материальных точек, то есть взять интеграл:
{\displaystyle \mathbf {L} =\int \limits _{V}{\mathbf {dL} }=\int \limits _{V}{\mathbf {r} \times \mathbf {v} \,dm}=\int \limits _{V}{\mathbf {r} \times \mathbf {v} \,\rho dV}}.
На практике {\displaystyle \rho } задаётся как функция трёх координат и необходимо выполнение тройного интегрирования:
{\displaystyle \mathbf {L} =\iiint {(x\mathbf {i} +y\mathbf {j} +z\mathbf {k} )\times \mathbf {v} \,\rho (x,y,z)\,dx\,dy\,dz}}.
Если считать, что {\displaystyle \rho (x,y,z)} — обобщённая функция, включающая, возможно, и дельтообразные члены, то эта формула применима и к распределённым, и к дискретным системам.

### Случай фиксированной оси
Важным случаем использования понятия «момент импульса» является движение вокруг неизменной оси. В такой ситуации часто рассматривают не сам момент импульса (псевдовектор), а его проекцию на ось как псевдоскаляр, знак которого зависит от направления вращения:
{\displaystyle L_{\parallel }=\pm |\mathbf {r_{\perp }} \times \mathbf {p_{\perp }} |}.
Параллельность-перпендикулярность ({\displaystyle \parallel }, {\displaystyle \perp }) имеются в виду по отношению к оси; {\displaystyle \mathbf {r} =\mathbf {r_{\perp }} +\mathbf {r_{\parallel }} }, {\displaystyle \mathbf {p} =\mathbf {p_{\perp }} +\mathbf {p_{\parallel }} }. При этом {\displaystyle r_{\perp }} — расстояние от оси до материальной точки, называемое «плечом». Величина указанной проекции, в отличие от самого момента, не меняется при сдвиге начала отсчёта O на оси. Для распределённой системы 
{\displaystyle L_{\parallel }=\pm \left|\int {\mathbf {r_{\perp }} \times \mathbf {v_{\perp }} \,\rho dV}\right|}.
Если при этом все точки тела движутся по окружностям (вращаются) с одинаковой угловой скоростью {\displaystyle \omega }, то есть численно {\displaystyle v=\omega r_{\perp }}, то для материальной точки массой {\displaystyle m} или для системы будет, соответственно,
{\displaystyle L_{\parallel }=\pm \omega mr_{\perp }^{2}\quad } или {\displaystyle \quad L_{\parallel }=\pm \omega \int {r_{\perp }^{2}\,\rho dV}}.
Величину {\displaystyle L_{\parallel }} иногда называют моментом импульса относительно оси. Символ параллельности у {\displaystyle L} и знак перед выражением могут опускаться, если очевидно, о чём идёт речь.
Для абсолютно твёрдого тела, величина последнего интеграла называется моментом инерции относительно оси вращения и обозначается {\displaystyle I}. Тогда запись обретает вид {\displaystyle \,L_{\parallel }=\pm I\omega \,} или, в векторной форме, {\displaystyle \mathbf {L} =I{\boldsymbol {\omega }}}. Если известен момент инерции относительно оси, проходящей через центр масс тела, а вращение происходит вокруг другой, но параллельной ей оси, то необходимый момент инерции находится по теореме Штайнера.

### Сохранение момента импульса
Закон сохранения момента импульса: суммарный момент импульса относительно любой неподвижной точки для замкнутой системы остается постоянным со временем.
Производная момента импульса по времени есть момент силы:
{\displaystyle {\frac {d\mathbf {L} }{dt}}=\sum _{i}{\frac {d\mathbf {r} _{i}}{dt}}\times \mathbf {p} _{i}+\sum _{i}\mathbf {r} _{i}\times {\frac {d\mathbf {p} _{i}}{dt}}=\sum _{i}\mathbf {r} _{i}\times \mathbf {F} _{i}=\mathbf {\tau _{ext}} },
Таким образом, требование замкнутости системы может быть ослаблено до требования равенства нулю главного (суммарного по всем частицам {\displaystyle i}) момента внешних сил:
{\displaystyle \mathbf {L} =\mathrm {const} \leftrightarrow \mathbf {\tau _{ext}} =0},
где {\displaystyle \mathbf {\tau _{ext}} } — момент сил, приложенных к системе частиц. (Но конечно, если внешние силы вообще отсутствуют, это требование также выполняется.) Аналогичный закон сохранения справедлив для момента импульса относительно фиксированной оси.
По теореме Нётер закон сохранения момента импульса следует из изотропии пространства, то есть из инвариантности пространства по отношению к повороту на произвольный угол. При повороте на произвольный бесконечно малый угол {\displaystyle \delta \varphi }, радиус-вектор частицы с номером {\displaystyle i} изменятся на {\displaystyle \delta \mathbf {r} _{i}=\delta \varphi \times \mathbf {r} _{i}}, а скорости — {\displaystyle \delta \mathbf {v} _{i}=\delta \varphi \times \mathbf {v} _{i}}. Функция Лагранжа {\displaystyle {\mathcal {L}}} системы при таком повороте не изменится, вследствие изотропии пространства. Поэтому
{\displaystyle \delta {\mathcal {L}}={\mathcal {L}}(\mathbf {r} _{i}+\delta \mathbf {r} _{i},\;\mathbf {v} _{i}+\delta \mathbf {v} _{i})-{\mathcal {L}}(\mathbf {r} _{i},\;\mathbf {v} _{i})=\sum \limits _{i}\left({\frac {\partial {\mathcal {L}}}{\partial \mathbf {r} _{i}}}\delta \varphi \times \mathbf {r} _{i}+{\frac {\partial {\mathcal {L}}}{\partial \mathbf {v} _{i}}}\delta \varphi \times \mathbf {v} _{i}\right)=0.}
С учётом {\displaystyle {\frac {\partial {\mathcal {L}}}{\partial {\mathbf {v} _{i}}}}=\mathbf {p_{i}} ,\;{\frac {\partial {\mathcal {L}}}{\partial \mathbf {r_{i}} }}=\mathbf {{\dot {p}}_{i}} }, где {\displaystyle \mathbf {p} _{i}} — импульс {\displaystyle i}-й частицы, каждое слагаемое в сумме из последнего выражения можно переписать в виде
{\displaystyle {\dot {\mathbf {p} _{i}}}\,\delta \varphi \times \mathbf {r} _{i}+\mathbf {p} _{i}\,\delta \varphi \times \mathbf {{\dot {r}}_{i}} .}
Теперь, пользуясь свойством смешанного произведения, совершим циклическую перестановку векторов, в результате чего получим, вынося общий множитель:
{\displaystyle \delta {\mathcal {L}}=\delta \varphi \sum \limits _{i}\left(\mathbf {r} _{i}\times {\dot {\mathbf {p} _{i}}}+{\dot {\mathbf {r} _{i}}}\times \mathbf {p} _{i}\right)=\delta \varphi {\frac {d}{dt}}\sum \limits _{i}(\mathbf {r} _{i}\times \mathbf {p} _{i})=\delta \varphi {\frac {d\mathbf {L} }{dt}}=0,}
где {\displaystyle \mathbf {L} =\sum \mathbf {L} _{i}=\sum \mathbf {r} _{i}\times \mathbf {p} _{i}} — момент импульса системы. Ввиду произвольности {\displaystyle \delta \varphi }, из равенства {\displaystyle \delta {\mathcal {L}}=0} следует {\displaystyle {\frac {d\mathbf {L} }{dt}}=0.}

### Смежные понятия
При рассмотрении задач, связанных с вращением, фигурируют понятия, частично упоминавшиеся выше:
- момент импульса относительно оси (термин состоит из четырёх слов) — проекция момента импульса на ось;
- момент инерции твёрдого тела (см. также моменты инерции некоторых тел);
- момент силы (он же:  крутящий момент, вращательный момент, вертящий момент);
- импульс момента силы {\displaystyle \int \limits _{t_{1}}^{t_{2}}\mathbf {r} \times \mathbf {F} (t)\;dt} (единица измерения — Н·м·с) — мера воздействия момента силы относительно данной оси за данный промежуток времени (во вращательном движении).

Несмотря на созвучность с «моментом импульса», эти понятия не синонимичны термину «момент импульса» и несут самостоятельный смысл.

## Момент импульса в электродинамике
При описании движения заряженной частицы в электромагнитном поле наряду с обычным (реальным, «кинетическим») импульсом широко используется канонический импульс {\displaystyle \mathbf {P} }. Последний не является инвариантным, и поэтому канонический момент импульса {\displaystyle \mathbf {r} \times \mathbf {P} } также не инвариантен. Обычный и канонический импульсы в системе СИ связаны как
{\displaystyle \mathbf {p} =\mathbf {P} -q\mathbf {A} },
где {\displaystyle q} — электрический заряд, {\displaystyle \mathbf {A} } — векторный потенциал. Гамильтониан (инвариантный) заряженной частицы массой {\displaystyle m} в электромагнитном поле можно выразить через канонический импульс:
{\displaystyle H={\frac {1}{2m}}\left(\mathbf {P} -q\mathbf {A} \right)^{2}+q\varphi },
где {\displaystyle \varphi } — скалярный потенциал (из такого вида потенциала следует закон Лоренца). Момент реального импульса, он же инвариантный момент импульса, или «кинетический момент импульса», определяется как
{\displaystyle \mathbf {L} =\mathbf {r} \times \left(\mathbf {P} -q\mathbf {A} \right)}.
В системе СГС во всех формулах заменяется {\displaystyle \mathbf {A} } на {\displaystyle \mathbf {A} /c}, где {\displaystyle c} — скорость света.

## Момент импульса в квантовой механике

### Оператор момента
В квантовой механике момент импульса квантуется, то есть он может изменяться только по «квантовым уровням» между точно определёнными значениями. Проекция на любую ось момента импульса частиц, обусловленного их пространственным движением, должна быть целым числом, умноженным на {\displaystyle \hbar } ({\displaystyle h} с чертой — постоянная Планка, поделенная на {\displaystyle 2\pi }).
Эксперименты показывают, что большинство частиц имеют постоянный внутренний момент импульса, который не зависит от их движения через пространство. Этот спиновый момент импульса всегда кратен {\displaystyle \hbar /2} для фермионов и {\displaystyle \hbar } для бозонов. Например, электрон в состоянии покоя имеет момент импульса {\displaystyle \hbar /2}.
В классическом определении момент импульса зависит от 6 переменных {\displaystyle r_{x}}, {\displaystyle r_{y}}, {\displaystyle r_{z}}, {\displaystyle p_{x}}, {\displaystyle p_{y}}, и {\displaystyle p_{z}}. Переводя это на квантовомеханические определения, используя принцип неопределенности Гейзенберга, получаем, что невозможно вычислить все шесть переменных одновременно с любой точностью. Поэтому есть ограничение на то, что мы можем узнать или подсчитать о практическом моменте импульса. Это значит, что лучшее, что мы можем сделать — это подсчитать одновременно величину вектора момента импульса и какой-либо одной его компоненты (проекции).
Математически полный момент импульса в квантовой механике определяется как оператор физической величины из суммы двух частей, связанных с пространственным движением — в атомной физике такой момент называют орбитальным, и внутренним спином частицы — соответственно, спиновым. Первый оператор действует на пространственные зависимости волновой функции:
{\displaystyle {\hat {\mathbf {L} }}={\hat {\mathbf {r} }}\times {\hat {\mathbf {p} }}},
где {\displaystyle {\hat {\mathbf {r} }}} и {\displaystyle {\hat {\mathbf {p} }}} — координатный и импульсный оператор, соответственно, а второй — на внутренние, спиновые. В частности, для одной частицы без электрического заряда и без спина, оператор углового момента может быть записан как:
{\displaystyle {\hat {\mathbf {L} }}=-i\hbar (\mathbf {r} \times \nabla )},
где {\displaystyle \nabla } — оператор набла. Это часто встречающаяся форма оператора момента импульса, но не самая главная, она имеет следующие свойства:
{\displaystyle [L_{i},\;L_{j}]=i\hbar \varepsilon _{ijk}L_{k},\quad \left[L_{i},\;\mathbf {L} ^{2}\right]=0},
где {\displaystyle \varepsilon _{ijk}} — символ Леви-Чивиты;
и даже более важные подстановки с гамильтонианом частицы без заряда и спина:
{\displaystyle \left[L_{i},\;H\right]=0}.

### Симметрия вращения
Операторы момента импульса обычно встречаются при решении задач сферической симметрии в сферических координатах. Тогда момент импульса в пространственном отображении:
{\displaystyle -{\frac {1}{\hbar ^{2}}}\mathbf {L} ^{2}={\frac {1}{\sin \theta }}{\frac {\partial }{\partial \theta }}\left(\sin \theta {\frac {\partial }{\partial \theta }}\right)+{\frac {1}{\sin ^{2}\theta }}{\frac {\partial ^{2}}{\partial \varphi ^{2}}}.}
Когда находят собственные значения этого оператора, получают следующее:
{\displaystyle L^{2}\mid l,\;m\rangle ={\hbar }^{2}l(l+1)\mid l,\;m\rangle ,}
{\displaystyle L_{z}\mid l,\;m\rangle =\hbar m\mid l,\;m\rangle ,}
где {\displaystyle l}, {\displaystyle m} — целые числа, такие что {\displaystyle -l\leq m\leq l,} а
{\displaystyle \langle \theta ,\;\varphi \mid l,\;m\rangle =Y_{l,\;m}(\theta ,\;\varphi )}
— сферические функции.